# Elachertus thoreauini
Elachertus thoreauini är en stekelart som först beskrevs av Girault 1915.  Elachertus thoreauini ingår i släktet Elachertus och familjen finglanssteklar. Inga underarter finns listade i Catalogue of Life.